# إيمي جونز
إيمي جونز (13 يونيو 1993 بسوليهل في المملكة المتحدة - ) (بالإنجليزية: Amy Jones)‏ هي لاعبة كريكت بريطانية. شاركت مع منتخب إنجلترا للكريكت.

## وصلات خارجية
- إيمي جونز على موقع إي آس بي آن كريك إنفو (الإنجليزية)